# Ceroplesis griseotincta
Ceroplesis griseotincta là một loài bọ cánh cứng trong họ Cerambycidae.